# Inga nutans
Inga nutans är en ärtväxtart som beskrevs av Carl Friedrich Philipp von Martius. Inga nutans ingår i släktet Inga och familjen ärtväxter.

## Underarter
Arten delas in i följande underarter:
- I. n. nutans
- I. n. tenuis